# Любинська Лада Миколаївна
Ла́да Микола́ївна Люби́нська (16 червня 1923, Київ — 6 серпня 2009, Москва, Росія) — російський філософ українського походження.

## Життєпис
Народилась у Києві в родині українських політиків Миколи та Клавдії Любинських. Навчалась в Московському державному університеті. Впродовж 1948–1951 рр. — аспірант Державного педагогічного інституту імені В. Леніна. З 1952 року — доцент, завідувач кафедри філософії Пермського педінституту. В 1960 р. повертається до Москви та працює доцентом кафедри філософії Московського інженерно-фізичного інституту.
Кандидатська дисертація — «Діалектичний матеріалізм у боротьбі з поглядами сучасного фізичного ідеалізму на простір і час».

## Автор спогадів
- Спогади Лади Миколаївни Любинської про її родину[1].

## Автор наукових праць
- К вопросу о познании пространства и времени // Вопросы теории познания. Пермь, 1960;
- Время как интенсивная структура // Проблемы исследования систем и струтур: материалы конференции. М., 1965
- Категория времени и системный анализ. М., 1965; Аксиоматизация свойств времени// Философия и современное естествозвание: Материалы 14 междунар. философского конгресса. Вена, 1968;
- Групповые свойства времени и их осиматизация// ВФ. 1970. № 9;
- К вопросу о соотношении физического и логического в теории относительности. (в соав.)// Эйнштейновский сборник. М. 1969—1970;
- Mathematical models of Time and information // 6th intertional Congress of logic, Methodogy and Philosophy of Science. Гановер август 22-29 1979;
- Математическая интерпритация сохранения пропорциональности продолжительности разных периодов развития при изменениях температуры внешней среды // Онтогинез. т.21. 1990. № 3;
- Системное представление феномена времени. (В соавт) // Системные исследования. Ежегодник 1992—1994. М., 1996;
- Категория времени и язык тернарного описания // первый Российский философский конгресс «Человек-философия-гуманизм». Т.III. Онтология, гносеология, логика, и аналитическая философия. СПб.,1997;
- Время и рациональность. Об идее времени в истории философии. М., 2000.
- Великие открытия Анри Пуанкоре. К 150-летию со дня рождения. (в соавт.)// Вестник Российской Академии наук. Том 74, 2004г. № 4. С. 331—336
- Понятия «состояния» в системе онтологических категорий. //Тезисы докладов и выступлений 4 Российского философского конгресса. Москва. 2005г. Том 1, С. 34—35.
- Общая теория систем и понятия состояния (в соавторстве). // Ф. И. 2006. 3-4, с. 5—12.)

## Сім'я
- Батько — Любинський Микола Михайлович (1891—1938), міністр закордонних справ УНР.
- Мати — Любинська Клавдія Володимирівна (1895—1942), член Української Центральної Ради.
- Сестра — Любинська Ава Миколаївна (1920—1996), кандидат філософських наук, доцент. Викладала естетику та філософію в інститутах міста Москви.
- Чоловік — Сорокін Михайло Олександрович (1922—1971),
- Донька — Любинська Ольга Михайлівна (1951—1994), навчалася в спецшколі з поглибленим вивченням англійської мови № 7, закінчила механіко-математичний факультет Московського державного університету ім. М. В. Ломоносова. Навчалася в аспірантурі, готувала до захисту кандидатську дисертацію з теорії графів[2].